# باب كيسان
باب كيسان هو من أبواب مدينة دمشق في سوريا.

## الموقع والتسمية
يقع حاليا في نهاية شارع ابن عساكر من الشرق وكانت أبواب دمشق أيام الرومان تسمى بأسماء الكواكب فكان اسم باب كيسان باب زحل نسبة إلى كوكب زحل وكانت علية صورة لكوكب زحل ويتميز الباب بجمالة ونقوشه الرائعة.

## تاريخ الباب
تم تجديد الباب في حقب تاريخية كثيرة من أيام الرومان وفي العهد الأموي 14 للهجرة وفي عهد المماليك أيام حكم الملك الأشرف ناصر الدين الثاني وفي القرن الثامن عشر الميلادي ويؤدي الباب حاليا إلى كنيسة القديس بولص التي بنيت في عام 635 م وللباب قصص وحكايات هامة في التاريخ من أهمها بداية انتشار المسيحية في العالم حيث تم إنزال بولص الرسول (القديس بولص) بسلة من على السور الروماني لمدينة دمشق عند باب زحل (باب كيسان حاليا) هاربا بدينه الجديد (المسيحية) فتمكن من الهرب من بطش الرومان واليهود واتجه إلى أوروبا من دمشق ونشر الدين المسيحي في أوروبا (النحت والرسم التوضيحي لخروج بولص الرسول من دمشق موجود داخل باب كيسان وفي كنيسة القديس بولص).
ويقع بالقرب من باب كيسان أوابد تاريخية هامة جدا من مقدسات وكنائس والسور الروماني (سور دمشق) ومن الجهة الأخرى للباب الشارع المستقيم ومناطق ودور تاريخية وأسواق قديمة وآثار هامة جدا من دمشق القديمة.